# Ho Iat-seng
Ho Iat Seng (chinês tradicional: 賀一誠) GLM • GCIH (Macau, 12 de junho de 1957) é um político de Macau e Chefe do Executivo de Macau, desde dezembro de 2019 até dezembro de 2024. 

## Carreira política
De 2000 a 2019, foi deputado à Assembleia Popular Nacional da República Popular da China e membro do seu Comité Permanente desde 2001 até 2019. Foi membro do Conselho Executivo de Macau de 2004 a 2009. Foi deputado eleito por sufrágio indirecto à Assembleia Legislativa de Macau (AL) de 2009 a 2019, sendo Presidente da AL de 2013 a 2019. 
Em 18 de abril de 2019, ele anunciou a sua intenção de concorrer às eleições para o cargo de Chefe do Executivo. Ele foi eleito Chefe do Executivo de Macau em 25 de agosto de 2019, por sufrágio indirecto. Depois, foi nomeado por decisão do Conselho de Estado, presidida por Li Keqiang, o primeiro-ministro da China. Por consequência, tornou-se oficialmente no 3º Chefe do Executivo de Macau em 20 de dezembro de 2019, no dia do 20º aniversário da transferência do exercício de soberania de Macau à China.

## Condecorações
Em 1999, foi condecorado pelo Governador de Macau com a Medalha de Mérito Industrial e Comercial.
Em 2001, foi condecorado pelo Governo da RAEM com a Medalha de Mérito Industrial e Comercial.
Em 2009, foi condecorado pelo Governo da RAEM com a Medalha de Honra Lótus de Ouro.
A 20 de abril de 2023, durante uma visita oficial a Portugal, recebeu, das mãos do Presidente da República, Marcelo Rebelo de Sousa, a Grã-Cruz da Ordem do Infante D. Henrique.